# Carnival Conquest
Carnival Conquest è la prima nave da crociera "Conquest Class", da cui la classe prende il nome, della compagnia Carnival Cruise Lines.
La Carnival Conquest è stata sottoposta a lavori di ristrutturazione nel 2009 durante i quali è stato realizzato un miniclub per ospiti tra i 12 e i 14 anni di età ed è stata dotata di un grande schermo a LED esterno.

## Porto di armamento
Fort Lauderdale (Port Everglades), Florida.

## Navi gemelle
- Carnival Glory
- Carnival Valor
- Carnival Liberty
- Carnival Freedom